# Catoblemma trigonographa
Catoblemma trigonographa là một loài bướm đêm trong họ Erebidae.